# Transportwürdigkeit
Die Transportwürdigkeit ist ein in der Agrarwirtschaft etablierter Begriff, der bei landwirtschaftlich erzeugten Rohstoffen Verwendung findet. Er wird genutzt, um die Kosten eines Rohstofftransports gegenüber dem Nutzen desselben abzuwägen. Insbesondere Faktoren, die den Transportaufwand erhöhen, etwa besondere Empfindlichkeit des Transportgutes sowie der Wert des Gutes, wirken sich auf die Transportwürdigkeit aus.
Bei wertvolleren Gütern werden höhere Frachtkosten in Kauf genommen als bei weniger wertvollen, da bei ihnen der prozentuale Anteil der Frachtkosten gegenüber dem Rohstoffwert nur gering ausfällt. Als Beispiel stellen  Transportkosten im Bereich von 2 bis 8 Euro bei Raps mit einem Marktwert von etwa 230 Euro pro Tonne einen Frachtkostenanteil von nur 1 bis 4 Prozent dar, während der gleiche Preis bei Zuckerrüben mit einem Marktwert von etwa 25 Euro pro Tonne über 8 bis 35 Prozent beträgt. So steigt die Transportwürdigkeit bei geringem Transportaufwand sowie bei wertvolleren Gütern; die Transportwürdigkeit des Rapses ist im Vergleich zu der der Rüben ungleich höher.
Die Wirtschaftlichkeit der Nutzung von landwirtschaftlicher Biomasse oder von landwirtschaftlichen Abfallprodukten (z. B. Gülle zur Biogaserzeugung) kann bereits bei Transportentfernungen von wenigen Kilometern durch die geringe Transportwürdigkeit dieser Güter beeinträchtigt werden. Hohe Wassergehalte verringern dabei in der Regel die Transportwürdigkeit.  
Vor allem für die Planung von Produktionsstätten spielt die Transportwürdigkeit eine große Rolle: Güter mit geringer Transportwürdigkeit sollten nah an ihren Abnahmestandorten produziert werden, damit der Aufwand des Transportes gering gehalten werden kann, während Güter mit hoher Transportwürdigkeit über größere Strecken transportiert werden können. Um Benachteiligungen von Erzeugern mit größeren Transportentfernungen innerhalb von landwirtschaftlich genutzten Gebieten auszugleichen, können Solidarfonds eingerichtet werden, die jedoch den marktwirtschaftlichen Anreiz, Produktionsanlagen in Erzeugernähe aufzubauen, abschwächen können.

## Nachweise
1. ↑  Hubert Heilmann: Überlegungen zur Bioethanol-Zuckerrübenproduktion. Landesforschungsanstalt für Landwirtschaft und Fischerei Mecklenburg-Vorpommern, Institut für Betriebswirtschaft.